# Alexander-Quadrille
Alexander-Quadrille, op. 33, är en kadrilj av Johann Strauss den yngre. Den spelades första gången den 16 juni 1847 på Kaffeehaus Metl i Wien.

## Historia

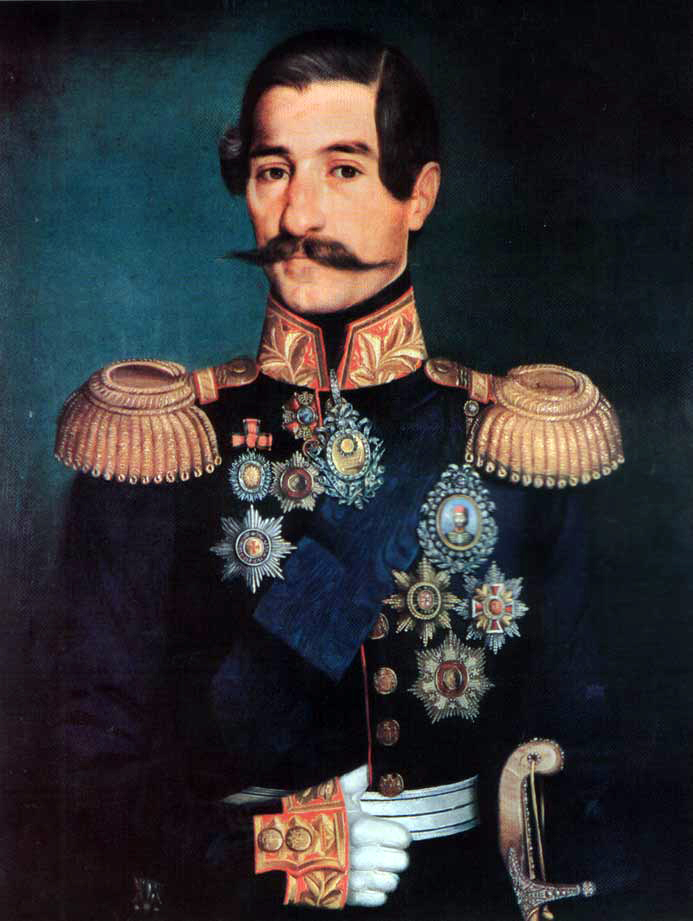
Alexander Karađorđević

Under 1800-talet visade sig det enorma habsburgska riket sårbart för nationalismen som svepte genom dess många och separata stater. Även i imperiets hjärta, huvudstaden Wien, fanns det otaliga nationalistiska grupper. På grund av det järngrepp som fadern Johann Strauss den äldre hade över publiken och stadens större nöjesetablissemang fick sonen Johann se sig om efter andra sätt att rekrytera en egen publik. Han vände sig till ungdomen och till den slaviska folkgruppen. 1846 hade han komponerat Serben-Quadrille och tillägnade kadriljen till den avsatte fursten Mihajlo Obrenović III av Furstendömet Serbien.
Den 16 juni 1847 gav Strauss en konsert i stadsdelen Landstrasse nära palatset där den serbiske fursten Miloš Obrenović I levde i exil. Han var grundare av huset Obrenović och fader till Mihajlo. Till konserten hade Strauss komponerat Alexander-Quadrille och fursten lär ha bidragit med en av folkmelodierna. Efter framförandet spelade Strauss verket under sin Balkanresa till Belgrad och Bukarest. 
Kadriljen skulle visa sig vara särskilt gångbar då den gavs ut från samma förlag med två olika dedikationer. En version (med titeln i kyrillisk skrift) var tillägnad den regerande fursten i Serbien Alexander Karađorđević och Strauss spelade den för honom i slutet av oktober 1847. Den andra dedikationen var tillägnad den rumänske prinsen Alexandre Bibescu (1841-1912). Då fursten Alexander var en politisk fiende till den avsatte Mihajlo kan det tyckas märkligt att Strauss skulle framföra verket inför den senare. Kadriljen förekom även med en annan titel: Zweite Serben-Quadrille, förmodligen på grund av irritationen som det första namnet hade väckt.

## Om kadriljen
Speltiden är ca 5 minuter och 34 sekunder plus minus några sekunder beroende på dirigentens musikaliska tolkning.

## Weblänkar
- Dynastin Strauss 1847 med kommentarer om Alexander-Quadrille.
- Alexander-Quadrille i Naxos-utgåvan.